# Odile Weulersse
Pour les articles homonymes, voir Weulersse.
Odile Weulersse, née le 19 avril 1938 à Neuilly-sur-Seine, est une chercheuse et une écrivaine française. Elle a mené une carrière comme maître de conférences en études cinématographiques, mais s'est fait surtout connaître d'un public plus large par ses romans historiques pour la jeunesse, qui abordent des époques et des cultures variées.

## Biographie
Odile Weulersse naît le 19 avril 1938 à Neuilly-sur-Seine. Elle grandit dans une famille bourgeoise où l'on attend d'elle qu'elle se marie et se consacre à sa famille. Son nom de mariage est Odile Larere. À vingt ans, en 1958, elle est diplômée de l'Institut d'études politiques de Paris puis agrégée de philosophie en 1969. Elle devient alors professeure de philosophie et enseigne dans plusieurs collèges plus ou moins loin de Paris. Elle passe en 1979 un doctorat en sciences de l'information et de la communication. Sa thèse est publiée aux éditions de l'Albatros (De l'imagination au cinéma : étude de "Violence et passion" de Visconti). Ce diplôme lui permet de devenir enseignante à l'université de Paris IV Sorbonne en tant que maître de conférences en "techniques et langage des médias" : elle enseigne sur le cinéma. Elle commence aussi à écrire des scénarios pour la télévision.
Un jour, Pierre Miquel, enseignant à la Sorbonne, parle à Odile Weulersse d'un projet de collection de romans historiques pour la jeunesse en cours d'élaboration aux éditions Hachette. Intéressée, elle accepte d'écrire un roman situé en Égypte ancienne, une civilisation qu'elle connaît alors très mal et sur laquelle elle effectue un important travail de documentation pour son roman : c'est ainsi qu'elle publie en 1984 Les Pilleurs de sarcophages. Son roman est publié sous son nom de jeune fille, Odile Weulersse, qu'elle conserve par la suite comme nom de plume. Son deuxième roman, Le Messager d'Athènes, aborde un domaine qu'elle connaît déjà puisqu'il lui donne l'occasion d'évoquer les philosophes de la Grèce antique. Elle devient dès lors romancière pour la jeunesse et se documente sur des cultures variées (l'Égypte ancienne, la Grèce antique, la Rome antique, les Aztèques, le Moyen Âge…). Le succès de ses romans leur vaut d'être régulièrement réédités. Odile Weulersse publie des suites à certains d'entre eux, mais à de longs intervalles, ces suites n'étant jamais prévues à l'avance.

## Son œuvre
Odile Weulersse a publié de très nombreux romans pour enfants, avec des intrigues à la frontière qui sépare le roman policier du roman d'aventures. Elle s'appuie sur une importante documentation sur la vie quotidienne de l'époque, s'attache à restituer l'exactitude des détails (vêtements, topographie, etc.) pour donner à voir une société dans tous ses aspects de façon concrète. Cette documentation est essentiellement livresque et sur support papier, qu'elle peut souligner, relire et annoter à volonté, même si Odile Weulersse tire aussi parti d'Internet dès son apparition. Elle cherche à ce que ses personnages agissent selon des valeurs liées à leur époque, et à raconter l'histoire de telle sorte qu'on pourrait la filmer, avec beaucoup de dialogues, et la description de comportements Odile Weulersse a une certaine prédilection pour les cultures éloignées dans le temps, qui stimulent davantage son imagination que la période contemporaine. Le travail de documentation et l'écriture proprement dite l'intéressent à parts égales, mais l'écriture lui semble plus difficile : afin d'inventer une intrigue, elle s'isole en général à la campagne afin de pouvoir noter immédiatement ses idées, qui peuvent surgir de façon imprévisible.
Les romans d'Odile Weulersse choisissent délibérément des personnages représentatifs de l'imaginaire leur époque : « Quant à mes héros, je les choisis en fonction des personnages qui sont valorisés dans l'imaginaire collectif d'une époque. En Grèce, un sportif et un sophiste, en Gaule, un chasseur, un chien et une chrétienne, en Islam, un cavalier, un poète et une esclave chanteuse (…) ». Selon elle, les émotions des personnages d'autres époques ne sont pas fondamentalement différentes de celles de la nôtre, mais les personnages les ressentent et les expriment différemment. C'est cet ensemble d'universalité et de différence qu'elle s'attache à restituer.
Odile Weulersse dit écrire pour découvrir et faire découvrir des cultures à ses lecteurs. Interviewée début 2014, elle indique : « Il me paraît nécessaire de montrer la variété des coutumes humaines, pour lutter contre l'opinion, partagée par beaucoup, que sa propre société est supérieure aux autres. En filigrane, court toujours dans mes livres, le désir de lutter contre l'intolérance ». Elle aime aussi ménager des émotions à son futur lectorat.